# Фрегаты типа «Мартадината»
Фрегаты типа R.E. Martadinata (SIGMA 10514) — тип ракетных фрегатов ВМС Индонезии, относящийся к семейству «Сигма 10514» модульных боевых кораблей, спроектированных в Нидерландах. Головной корабль назван в честь индонезийского адмирала Раден Эдди Мартадината. Каждый фрегат состоит из шести модулей или секций, четыре из которых построены на верфи PT PAL в Сурабае, а два других — на судостроительной верфи Damen Schelde Naval Shipbuilding в Нидерландах.  В настоящее время заказаны два фрегата этого типа, однако по мере списания кораблей типа Ahmad Yani ожидаются заказы на новые корабли.

## История
KRI Raden Eddy Martadinata (331), головной корабль этого типа, был сдан в эксплуатацию 7 апреля 2017 года в Танджунг-Приоке.  Второй корабль, KRI I Gusti Ngurah Rai (332), был спущен на воду в сентябре 2016 года и передан флоту 30 октября 2017 года. 2 ноября 2017 года стало известно, что в Индонезии и Нидерландах предстоит выполнить ряд работ, прежде чем корабль будет готов к эксплуатации. Кроме того, для экипажа будет назначен трехмесячный период обучения.  Второй фрегат был введен в строй 10 января 2018 года.

## Состав серии
| Название судна         | Номер | Заложен    | Спущен     | В строю    | Статус  |
| ---------------------- | ----- | ---------- | ---------- | ---------- | ------- |
| Raden Eddy Martadinata | 331   | 16.04.2014 | 18.01.2016 | 07.04.2017 | В строю |
| I Gusti Ngurah Rai     | 332   | 18.01.2016 | 29.09.2016 | 10.01.2018 | В строю |

## Характеристики
- Водоизмещение — 2365 т.
- Длина — 105,1 м
- Силовая установка — CODOE 2 дизельных двигателя MCR мощностью 10 МВт и 2 электрических двигателя MCR мощностью 1,300 МВт
- Максимальная скорость — 28 узлов
- Дальность действия — 5000 морских миль на скорости 14 узлов.
- Автономность — > 20 дней
- Авиация — 1 × Eurocopter AS565 Panther